# Tooting Broadway
La stazione di Tooting Broadway è una stazione della metropolitana di Londra situata lungo la linea Northern.

## Storia
La stazione è stata aperta al pubblico a settembre del 1926 dalla City & South London Railway (CSLR).
L'edificio della stazione è stato progettato da Charles Holden in stile modernista, rivestito con pietra bianca di Portland e con una vetrata sulla facciata interrotta da colonne i cui capitelli riproducono il simbolo della metropolitana londinese, riprodotto anche sulla vetrata stessa.
L'edificio è un monumento classificato di grado II, al pari di altre stazioni di Holden come Clapham South, Balham, Tooting Bec, Colliers Wood e South Wimbledon.

## Interscambi
Nelle vicinanze della stazione effettuano fermata alcune linee urbane automobilistiche, gestite da London Buses.
- Fermata autobus

## Nella cultura di massa
La stazione di Tooting Broadway viene citata nei crediti delle serie 1, 2 e 3 della commedia della BBC Citizen Smith e nel titolo del brano "On Tooting Broadway Station" tratto da The Death of Cool, il terzo album dei Kitchens of Distinction.

## Galleria d'immagini

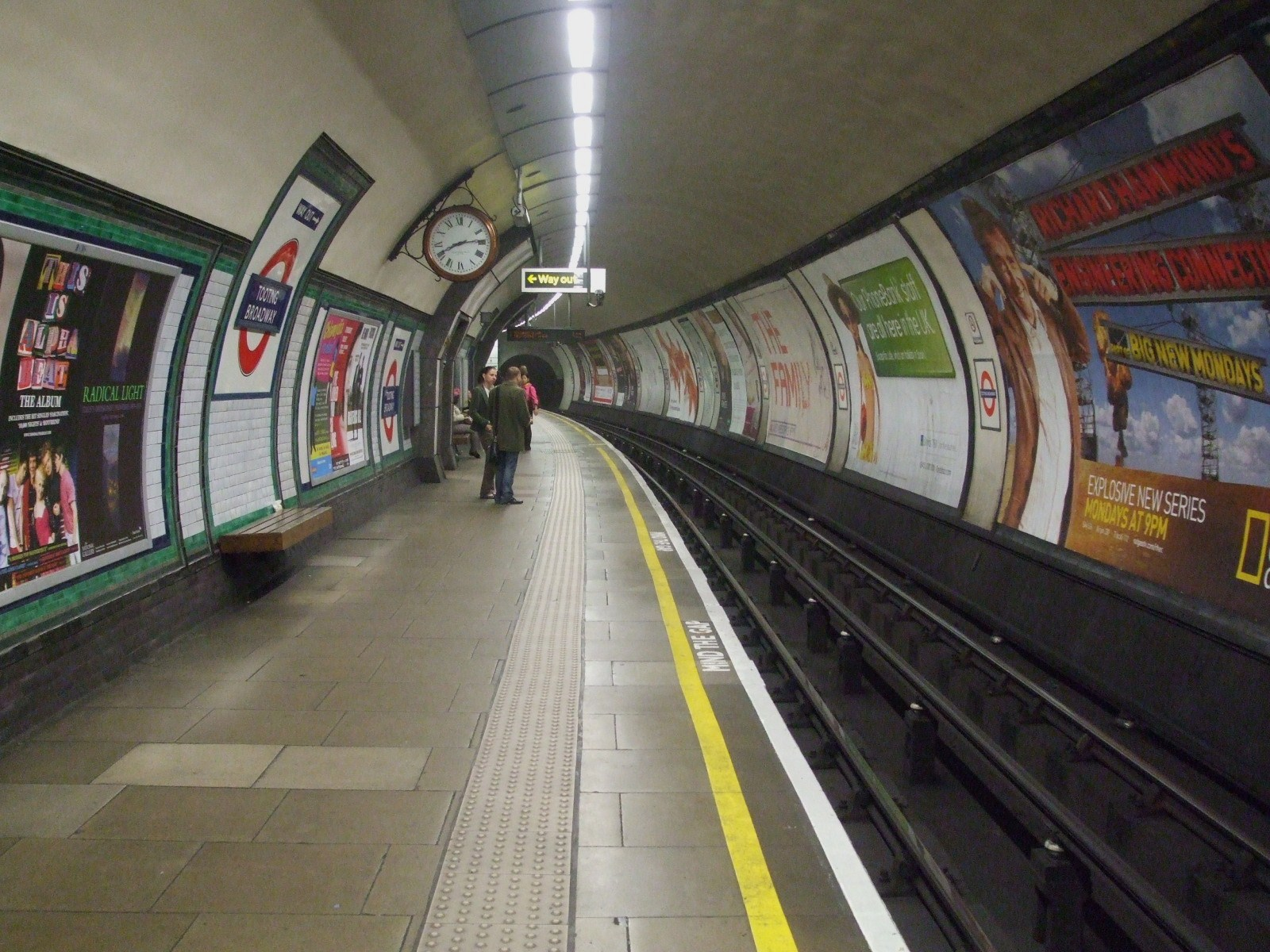
Il binario nord
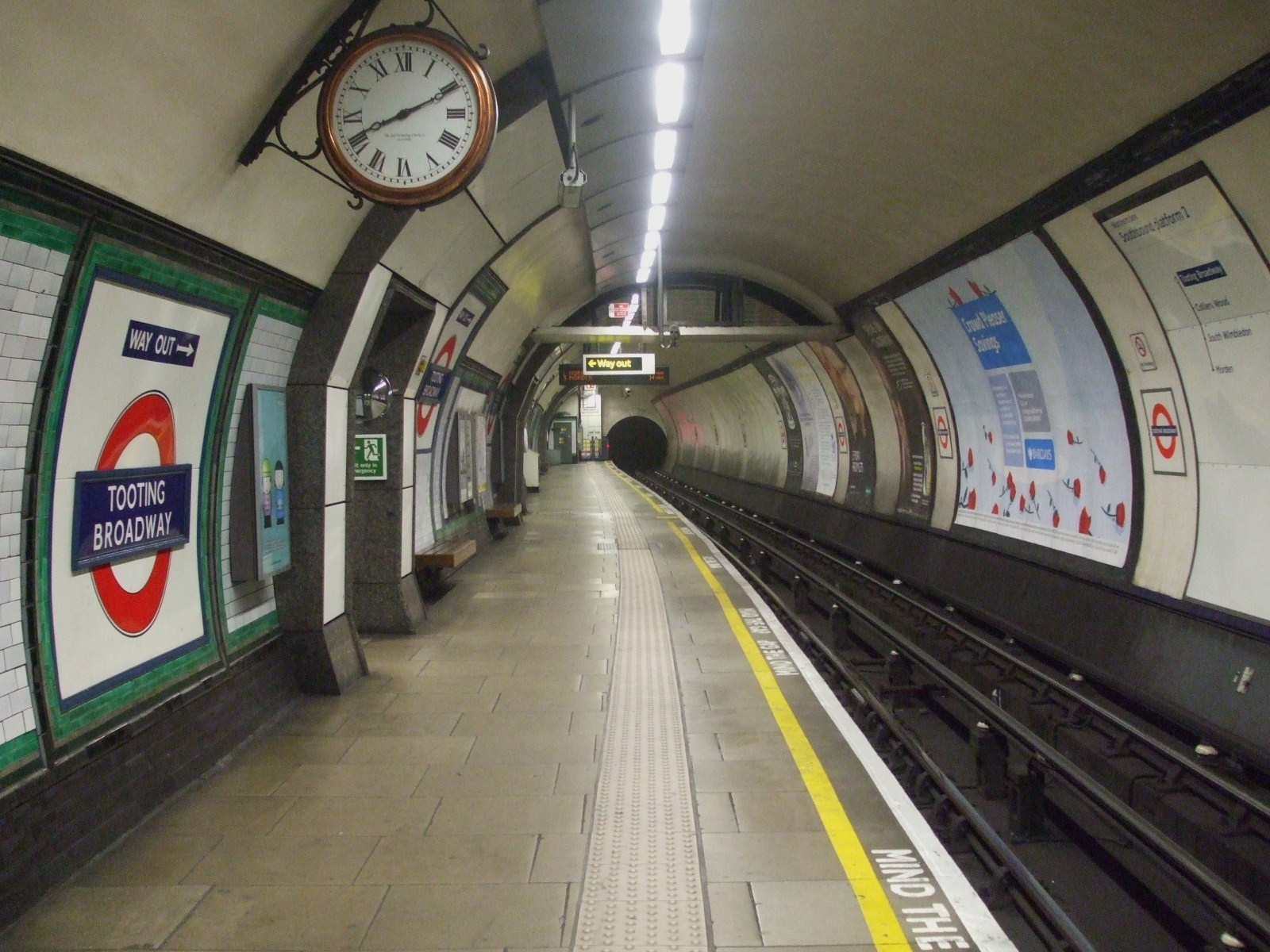
Il binario sud
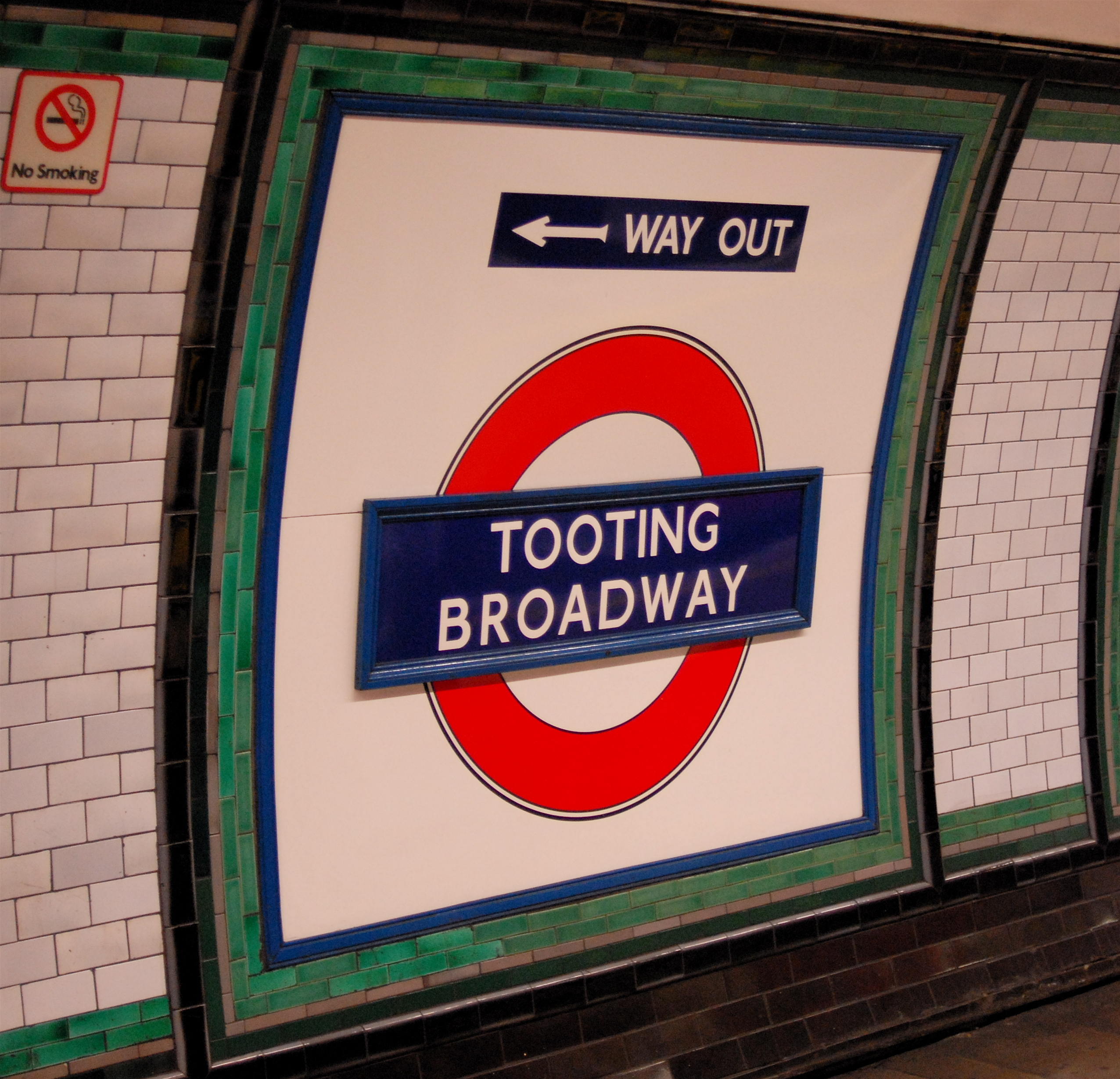
Il nome della stazione sul logo della metropolitana di Londra